# Émaillage du verre
 (novembre 2020).
Si vous disposez d'ouvrages ou d'articles de référence ou si vous connaissez des sites web de qualité traitant du thème abordé ici, merci de compléter l'article en donnant les références utiles à sa vérifiabilité et en les liant à la section « Notes et références ».
L’émaillage du verre est une technique de décoration ou simplement d'impression (cas des ampoules pharmaceutiques, par exemple) qui consiste à peindre au pinceau, ou à appliquer par sérigraphie, un motif sur un support de verre avec des émaux — poudres vitrifiables très fines, colorées par des oxydes — qui cuisent et fondent à basse température, grâce à la présence d’une base fusible.
Ces poudres de verre sont mélangées en pâte à une substance huileuse comme la gomme arabique afin de faciliter leur application manuelle au pinceau ; dans le cas d’une production répétitive, on utilise divers procédés comme les pochoirs ou la vaporisation, ce qui nécessite un médium qui sèche plus vite, à base de cire ou de résine. Les émaux sont plus ou moins épais selon la dilution de la pâte.
La cuisson des émaux pose rarement problème mais elle doit être bien contrôlée, surtout lorsque les émaux sont appliqués sur du verre soufflé. Elle se conduit en dessous de 600 °C ; après cuisson, les émaux sont transparents ou opaques selon la composition des fondants.

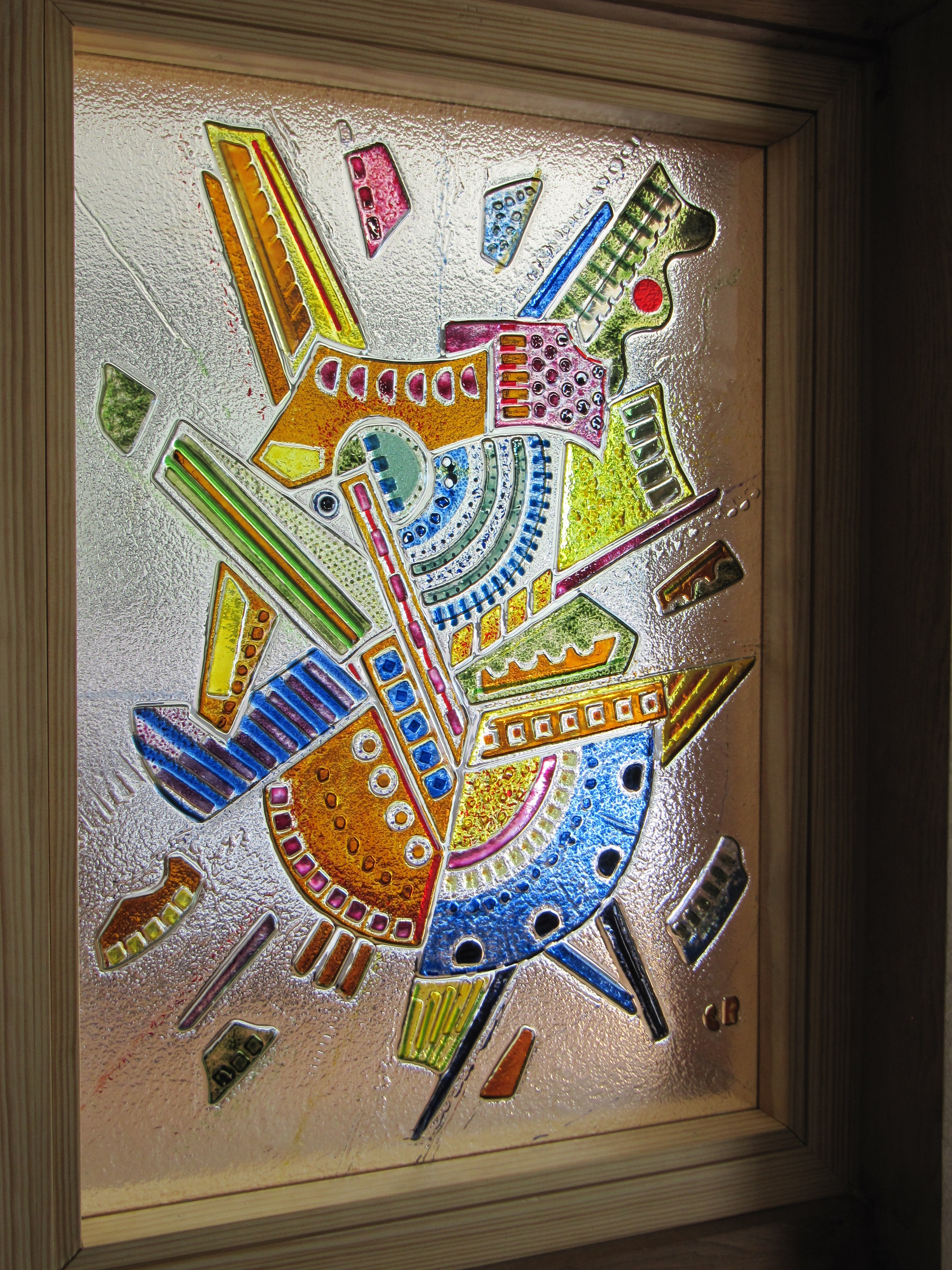
Verre émaillé de Carlo Roccella.

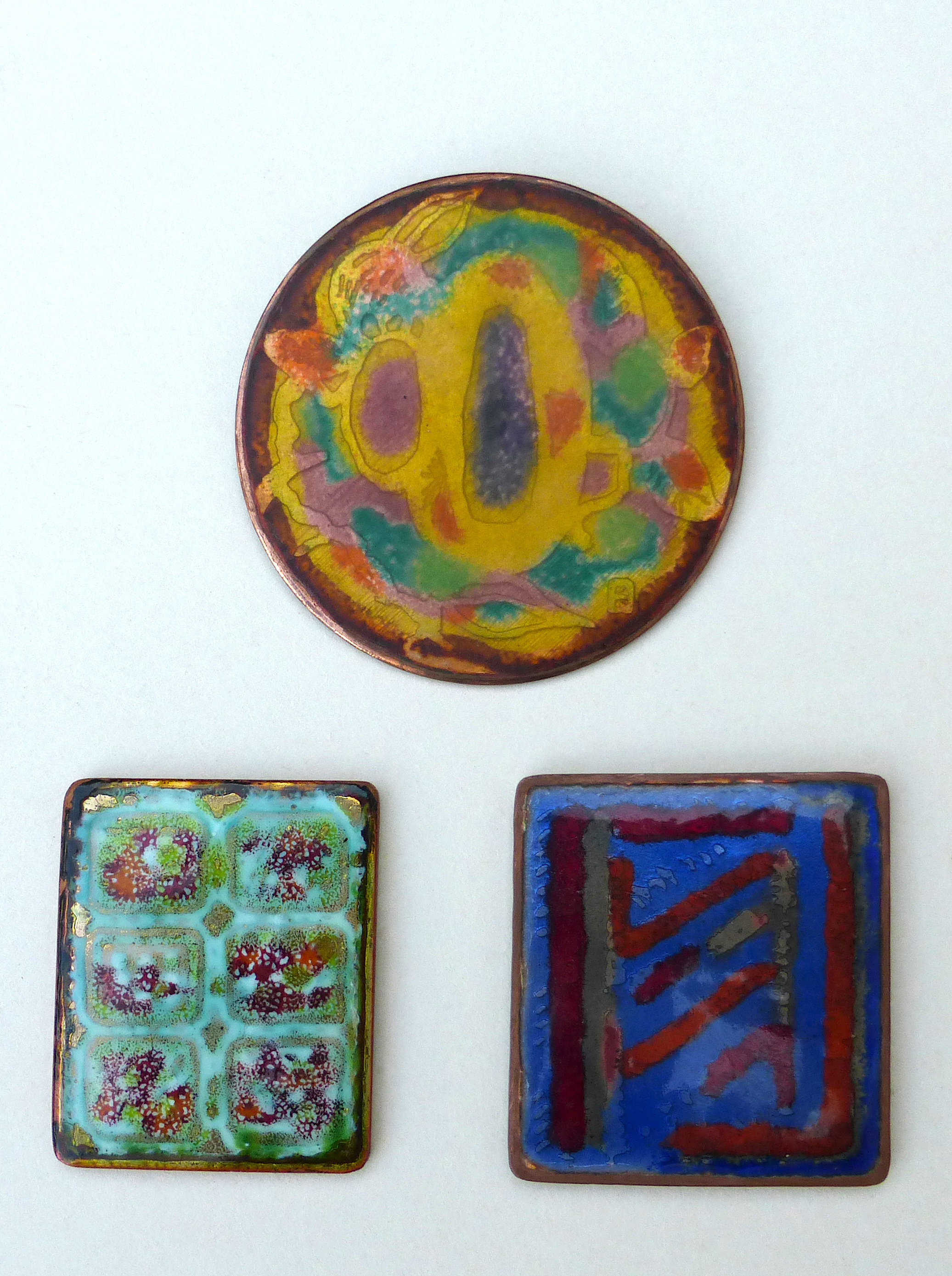
Émaux sur verre, œuvre de l'artiste-moine Pierre Etienne.

## Historique de la technique
Cette technique dérive de l’utilisation des émaux sur métaux précieux dans l’art de la bijouterie.
Présente dans l’Empire romain, elle fut surtout pratiquée en Syrie et en Égypte avec parfois des décors mythologiques remarquables.
Privilégiée par le verre islamique dès le VIIIe siècle, elle s’illustrera dans des pièces coûteuses et raffinées aux compositions de plus en plus complexes, à base de fleurs, d’arabesques ou de calligraphies, comme dans les spectaculaires lampes de mosquée du XIVe siècle.
Elle a connu des développements brillants à Venise au XVe siècle, comme l'atteste au musée du verre de Murano la fameuse Coppa Barovier, pièce nuptiale au décor figuratif élaboré, typiquement Renaissance.
En Allemagne l’émaillage perdure au XVIe et XVIIe siècles, aussi bien dans la verrerie de prestige, comme les massifs Humpen impériaux ou princiers, que dans la verrerie populaire comme les gobelets aux naïves scènes tirées de contes, par exemple.
Cette tradition, historiquement issue du Moyen-Orient, a été remise à l’honneur à la fin du XIXe siècle en France dans l’art décoratif par Joseph-Émile Broccard, puis par Émile Gallé. Les frères Daum l’ont également mise en valeur dans des décors héraldiques, paysagers ou floraux.